# Beatriz Carrillo
Beatriz Micaela Carrillo de los Reyes (Palma del Río, 2 de junio de 1978) es una política y activista social española, directora general para la Igualdad de Trato y No Discriminación y contra el Racismo desde 2023.
Miembro del Partido Socialista Obrero Español, se dio a conocer en la política nacional tras ser elegida diputada a Cortes por Sevilla, cargo que desempeñó entre la XIII y la XIV legislaturas. En este tiempo, destacó por ser la presidenta de la Comisión de Seguimiento del Pacto de Estado contra la Violencia de Género

## Biografía
Nació el 2 de junio de 1975 en Palma del Río, en la provincia de Córdoba. Se autodescribe como socialista «desde la cuna». Su padre había sido un miembro clandestino del PSOE durante la dictadura de Francisco Franco, luchando contra el absentismo escolar entre los niños gitanos.
Comenzó estudios en Administración, pero se diplomó en Trabajo Social y se licenció en Antropología, pagándose sus estudios como vendedora ambulante y en la industria de la naranja en su ciudad natal.
Como activista social es conocida por su trabajo como presidenta de Fakali, la Federación de Asociaciones de Mujeres Gitanas.
En las elecciones generales de abril de 2019 concurrió como número 3 en las listas del PSOE por Sevilla, siendo elegida diputada. En septiembre de 2019 se convirtió en la primera mujer gitana nombrada presidenta de una Comisión Legislativa en el Congreso de los Diputados.
Tras el XL Congreso Federal del PSOE, el secretario general, Pedro Sánchez, la incluyó en su Ejecutiva Federal como secretaria de Movimientos Sociales, Diversidad y Mujeres.
En diciembre de 2023, fue nombrada directora general para la Igualdad de Trato y No Discriminación y contra el Racismo en el Ministerio de Igualdad.